# 肯尼山地质
肯尼山地質，（英文：Kenny Hill formation），這樣的地質組要由沙與石頭組成，地質屬於“一致性”(consistent)，即表示底層多為堅固的沙與石頭，而在挖掘時不會有底層本身的空洞現象產生坍塌，所以更容易進行隧道挖掘工程。
是較為常見的一種地形。

## 例子
在馬來西亞吉隆坡2014年進行捷運系統的地下挖掘時，從武吉免登站與人民廣場站形成了地層分割，武吉免登站方向的地質為肯尼山地質，較為容易挖掘，使用土壓平衡式混合地層隧道鑽挖機（Earth pressure Tunnel Boring Machine）即可，相對常見的是石灰地質來說挖掘成本較低。